# Adelolophus
Adelolophus – rodzaj wymarłego dinozaura ptasiomiedniczego, ornitopoda z rodziny kaczodziobych.
Nowy rodzaj zauropsyda opisany został na podstawie holotypu - pojedynczej, niekompletnej kości szczękowej znalezionej na południu stanu Utah. Skały, w których znaleziono skamieniałości tego dinozaura, należą do formacji Wahweap i powstały w środkowym kampanie, w bagnistym środowisku. Wszystkie autapomorfie stwierdzone w przypadku holotypu tego rodzaju dotyczą kości szczękowej, zwłaszcza jej dużej przyśrodkowej ściany kostnej wraz z uniesionym wyrostkiem podniebiennym. Budowa kości, zwłaszcza kręgów ogonowych, pozwoliła badaczom na zaliczenie nowego rodzaju do rodziny Hadrosauridae i podrodziny Lambeosaurinae. Jednakże większość szkieletu, w tym większość czaszki tego zwierzęcia, pozostaje nieznana. W szczególności nie wiadomo, jak wyglądał grzebień na głowie tego zwierzęcia. Do tej zagadki odwołuje się nazwa rodzajowa. Adelo oznacza bowiem po grecku nieznany, natomiast lophus to zlatynizowana forma greckiego lophos, słowa oznaczającego grzebień. Tak więc nazwa rodzajowa Adelolophus oznacza nieznany grzebień. W rodzaju umieszczono pojedynczy gatunek (takson monotypowy) – A. hutchisoni, nazwany na cześć dr. Howarda Hutchisona, odkrywcy okazu typowego i, jak go określili autorzy opisu rodzaju, wieloletniego rzecznika paleontologii kręgowców południowego Utah. Na podstawie innych badań wiek skamieniałości ustalono na około 78 milionów lat. Czyniłoby to Adelolophus najstarszym pewnym lambeozaurynem Ameryki Północnej.